# Per Svensson (botaniker)
Per Svensson, född 3 juli 1839 i Väsby socken, död 13 mars 1917 i Härnösand, var en svensk skolman och botaniker.
Per Svensson var son till åbon Sven Påhlsson och Kjersti Pehrsdotter. Efter skolgång i Helsingborg blev han 1864 student vid Lunds universitet och 1875 filosofie kandidat där. Han tjänstgjorde från 1874 som lärare vid läroverken i Helsingborg, Lund, Växjö och Linköping samt var 1881–1908 adjunkt i matematik, naturlära och svenska vid Högre allmänna läroverket i Härnösand. Svensson var en kunnig botaniker, som utgav de högt skattade arbetena Flora öfver Norrlands kärlväxter (1885) och den väldiga Flora öfver Sveriges kulturväxter (1893). För det sistnämnda arbetet, som upptog mer än 3.000 arter, företog Svensson resor i Sveriges alla landskap och till länder i mellersta och västra Europa. han bedrev därjämte etymologiska studier, resulterande i Svenska språkets ställning inom den germanska språkgruppen (1896).